# Феральпи Лонато
«Феральпи Лонато» (итал. Associazione Calcio Feralpi Lonato) — итальянский футбольный клуб из города Лонато-дель-Гарда, выступавший в Серии D до сезона 2008/09. Основан в 1980 году. Домашние матчи проводил на стадионе «Чентро Спортиво 3 Стелле».
Летом 2009 года, заняв шестое место в лиге, был объединён с клубом из соседнего города Сало, что привело к образованию клуба ФеральпиСало.